# Овусу, Раймонд
Ра́ймонд Фримпо́нг Ову́су (англ. Raymond Frimpong Owusu; род. 20 апреля 2002[…], Кумаси) — ганский футболист, нападающий клуба «Металлист 1925».

## Клубная карьера
Воспитанник футбольной академии «Голд Кост». 1 июля 2020 отправился в аренду в клуб Первого дивизиона чемпионата Ганы «Депортиво Асоква», в котором выступал до конца февраля 2021 года.
1 марта 2021 свободным агентом перешел в луганскую «Зарю», с которой подписал 2-летний контракт. Выступал за юношескую и молодежную команду клуба. За первую команду луганцев дебютировал 9 мая 2021 в победном домашнем поединке 26-го тура Премьер-лиги Украины против «Александрии» (2:1). Рэймонд вышел на поле на 76-й минуте, заменив Аллахьяра.